# استیک اندرو برگ
استیک اندرو برگ (به انگلیسی: Stig André Berge) (زاده ۱۹۸۳) کشتی‌گیر پیشین اهل نروژ است که در دسته‌های ۵۹ و ۶۳ کیلوگرم کشتی فرنگی رقابت کرده‌است. او برندهٔ مدال برنز بازی‌های المپیک ۲۰۱۶ ریو، مدال برنز مسابقات قهرمانی کشتی جهان (۲۰۱۴) و نیز برندهٔ سه مدال نقرهٔ مسابقات قهرمانی کشتی اروپا (۲۰۰۷، ۲۰۱۸ و ۲۰۱۹) است. اندرو برگ سابقهٔ حضور در المپیک ۲۰۰۸ پکن و المپیک ۲۰۱۲ لندن را هم دارد.

## المپیک ۲۰۱۶ ریو
اندرو برگ در سال ۲۰۱۶ میلادی در المپیک ریو در وزن ۵۹ کیلوگرم کشتی آزاد حاضر بود که در دور اول و دوم لی جانگ بک از کره جنوبی و سوسلان دائوروف از بلاروس را شکست داد اما در دور بعد به شینوبو اوتا کشتی‌گیر ژاپنی باخت و با توجه به حضور این کشتی‌گیر در فینال، به دیدار شانس مجدد رفت. او در اولین دیدار خود در مرحله شانس مجدد المت کبیسپایف از قزاقستان را شکست داد و به دیدار رده‌بندی راه یافت. وی در این دیدار روشن بایراموف از آذربایجان را شکست داد و به مدال برنز رسید.